# Воля-Висоцька
Во́ля-Висо́цька — село в Україні, у Жовківській міській громаді Львівського району Львівської області. Населення становить 1739 осіб.

## Назва
Назва села Воля-Висоцька походить від слів «Воля» — новозаселене місце, де мешканці звільнялись від податків на певний час, та приставки «Висоцька» — від прізвища власника села Анджея Висоцького, полковника Бузького.  
Станом на 2025 рік територію житлової забудови села поділяюється на 15 мікро топонімів що позначають певну житлову частину села. Серед них: Цапи, Мельники, Яричів, Липина, Загумінок, Село, Застав, Волендра, Бобеля, Бірок, Містечко, Кут, Нива, Руднік і Залісся 

## Історія
Перша згадка про село Воля-Висоцька належить до 1531 року. Йдеться про документ який був виданий пізніше як нотаріальна копія. У цьому документі Жолкевська Регіна підтверджує власності надані Анджею Висоцькому серед яких згадується село «Vola”. Наступна згадка 1556 року коли Анджей Висоцький, полковник Бузький, не маючи дітей, весь свій маєток, а саме: «Винники, Сопошин, Мацошин, Глинськ, Волю, Мисьменицю подарував Станіславу Жолкевському, воєводі Белзькому та власнику села Туринка» з умовою довічного догляду за ним. Анджей Висоцький помирає у 1560 році. Цього року Станіслав Жолкевський у пам'ять про буського полковника Анджея Висоцького розпорядився назвати на його честь село Воля-Висоцька. 
У XIX столітті село Воля-Висоцька належало до Жовківського повіту. Межувало на північному заході з селом Пили, на півночі — селом Замочок, на сході — селами Винники та Липина, на півдні — з селами Винники та Глинськ, на заході з селом Глинськ. Південною частиною села тече потік Фійна притока річки Свині. В долині цього потоку лежить сільська забудова. У 1880 році в селі та присілках «Кути» і «За ставом» було 135 господарств, де мешкало 736 осіб в гміні, 2 господарства, 15 осіб — на території панського маєтку, з них, 535 греко-католики, 172 римо-католики, 44 віри юдейської; за національним поділом — 678 русинів, 26 поляків, 47 німців. Парафії греко-католицька та римо-католицька у Жовкві. В селі була діяли церква Святого Михаїла та однокласна школа.
У першу світову війну в околицях села тривали активні бойові дії. З села участь у першій світовій війні брали участь близько 30 осіб.
У міжвоєнний період у Волі-Висоцькій діяв старостат, адміністративно до староства Воля-Висоцька належали села: Воля-Висоцька, Липина, Замочок, Оплітна, Завади. Також діяв постерунок (відділок) поліції, вузол телеграфного звязку. У селі діяла 2 класна школа і садочок, театральний гурток, церковний хор.
7 квітня 1948 у церкві Святого Архістратига Михаїла відбулося останнє богослужіння. Аж до 1989 року храм був закритий. У 1989 році громада на чолі з отцем Софроном Попадюком відкрили храм і почали його відновлювати для богослужіння.
Післявоєнний час аж до 1973 року, Воля-Висоцька належала до Вязівської сільської ради.
У 1973 році у селі було створено сільську раду. 
12 червня 2020 року, відповідно до розпорядження Кабінету Міністрів України № 718-р «Про визначення адміністративних центрів та затвердження територій територіальних громад Львівської області», село увійшло до складу Жовківської міської громади. 
19 липня 2020 року, в результаті адміністративно-територіальної реформи та ліквідації Жовківського району, село увійшло до складу новоствореного Львівського району.
У 2020 році, внаслідок адміністративної реформи сільська рада була ліквідована, натомість утворено староство.

## Населення

### Мова
Розподіл населення за рідною мовою за даними перепису 2001 року:
| Мова       | Кількість | Відсоток |
| ---------- | --------- | -------- |
| українська | 1713      | 98.51%   |
| російська  | 25        | 1.43%    |
| румунська  | 1         | 0.06%    |
| Усього     | 1739      | 100%     |

## Пам'ятки
У селі є дерев'яна церква святого архістратига Михаїла, збудована 1598 року з модринового дерева, тризрубна, одноверха, вкрита пірамідальним чотирисхилим наметом і по периметру оточена піддашшям. До цього храму належить вужчий квадратний зруб пресбітерія, ширша квадратна нава та прямокутний бабинець, які розташовані за віссю схід-захід. Бабинець було розширено, а церкву розписано у 1689 році. Ще через два роки прибудували захристію, яка прилягає до пресбітерія з південного боку, а із західного до бабинця — рівноширокий присінок. Над пресбітерієм розташований двосхилий дах, а над бабинцем — трисхилий. В інтер'єрі церкви спостерігається висотне розкриття внутрішнього простору. Крім того, простір нави та пресбітерія поєднується за допомогою прорізу-арки у стіні. Загалом, до сьогодні ця споруда зберегла особливості дерев'яної сакральної архітектури галицької школи: монументальність своїх форм і широке піддашшя. У храмовому інтер'єрі розміщений давній іконостас. Намісні ікони у іконостасі, написані невідомими митцями, походять з 1655 року, а Апостольський ряд та Дияконські врата були створені у 1688—1689 роках та належать пензлю одного з найвизначніших представників епохи «українського бароко» Іванові Рутковичу. Вівтар церкви був виготовлений 1888 року. У 1889—1892 роках храм реставрували і тоді ж, 1891 року, з нього зняли гонт та вперше накрили бляхою. 
На північний схід від храму розташована дерев'яна, двоярусна каркасна дзвіниця, вкрита наметовим дахом. Пропорції цієї споруди є високими, причому нижній ярус — удвічі вищий від верхнього. На стінах нижнього ярусу проглядається нескладний геометричний орнамент. Ця дзвіниця є трохи молодшою від храму і походить з XVIII століття. 
Останнє Богослужіння відбулося 7 квітня 1948 року (за іншими даними — на свято Благовіщення 1948 року) і тоді ж греко-католицьких священників заарештували за відмову перейти у московське православ'я. 24 серпня 1963 року церкві було надано статус пам'ятки архітектури та планувалося облаштувати у ній музей. У 1970-х роках її реставрували і накрили ґонтом, але дуже невдало — дах церкви почав протікати. 1989 року церкву для вірян відкрив отець Софрон Попадюк, гонт зняли та накрили церкву знову бляхою. Згодом стіни ззовні пофарбували у жовтий колір. Під час реставрації Царських воріт 1992 року на східній стіні нави виявили мальований іконостас, датований 1611 роком. Цей стінопис вважається одними із найдавніших у дерев'яних храмах України. Нині храм святого архистратига Михаїла належить громаді УГКЦ села Воля-Висоцька.
Також на території села зберігся старий камʼяний хрест 1710 року. Хрест стоїть на місці братської могили у якій поховані мешканці села Воля-Висоцька що померли від епідемії невідомої хвороби 1709-1710 роки. Сьогодні це житлова забудова а на початку 18 століття це було поле що ділило Волю-Висоцьку і Липину.

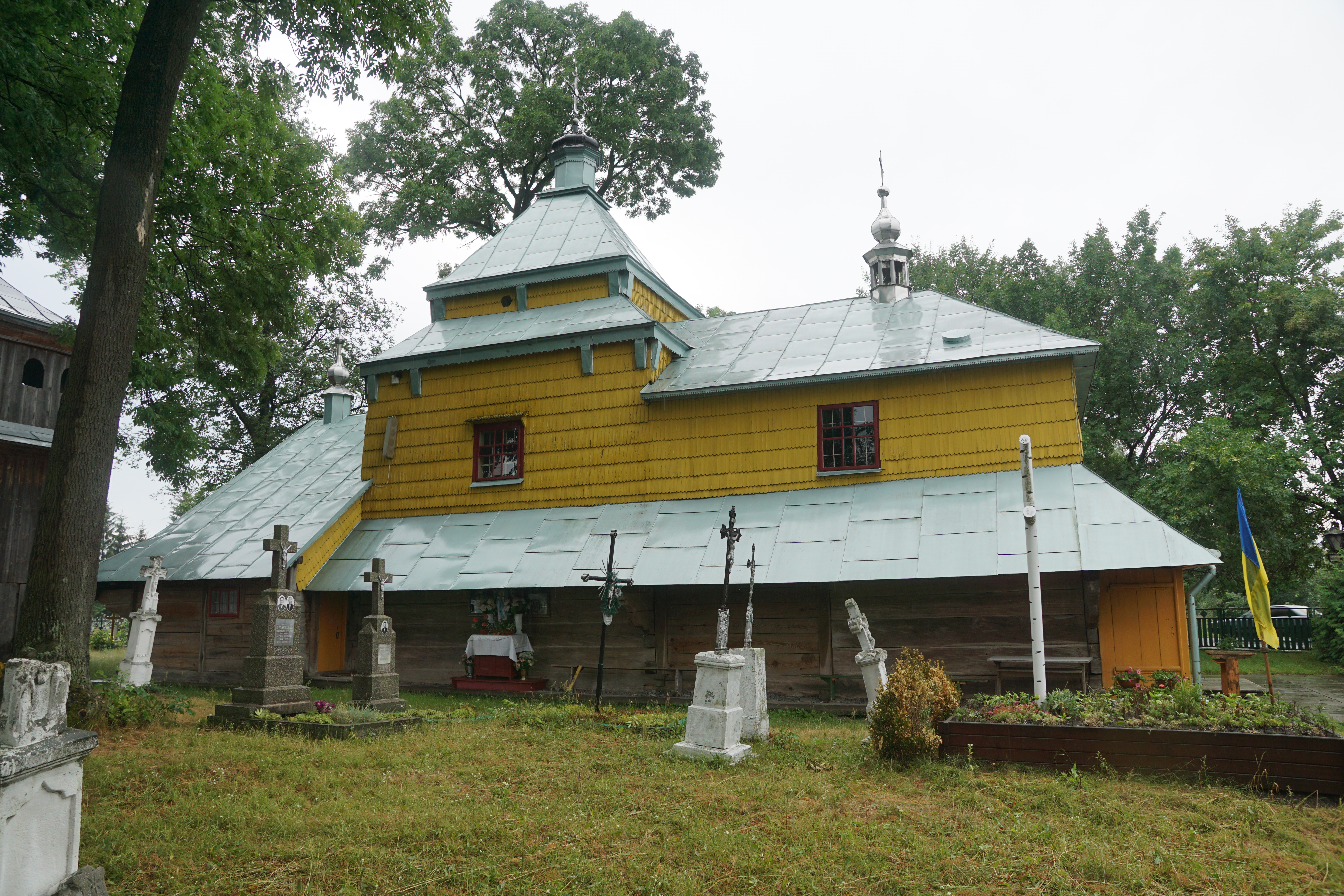
Дерев'яна церква святого архістратига Михаїла (1598 р.)
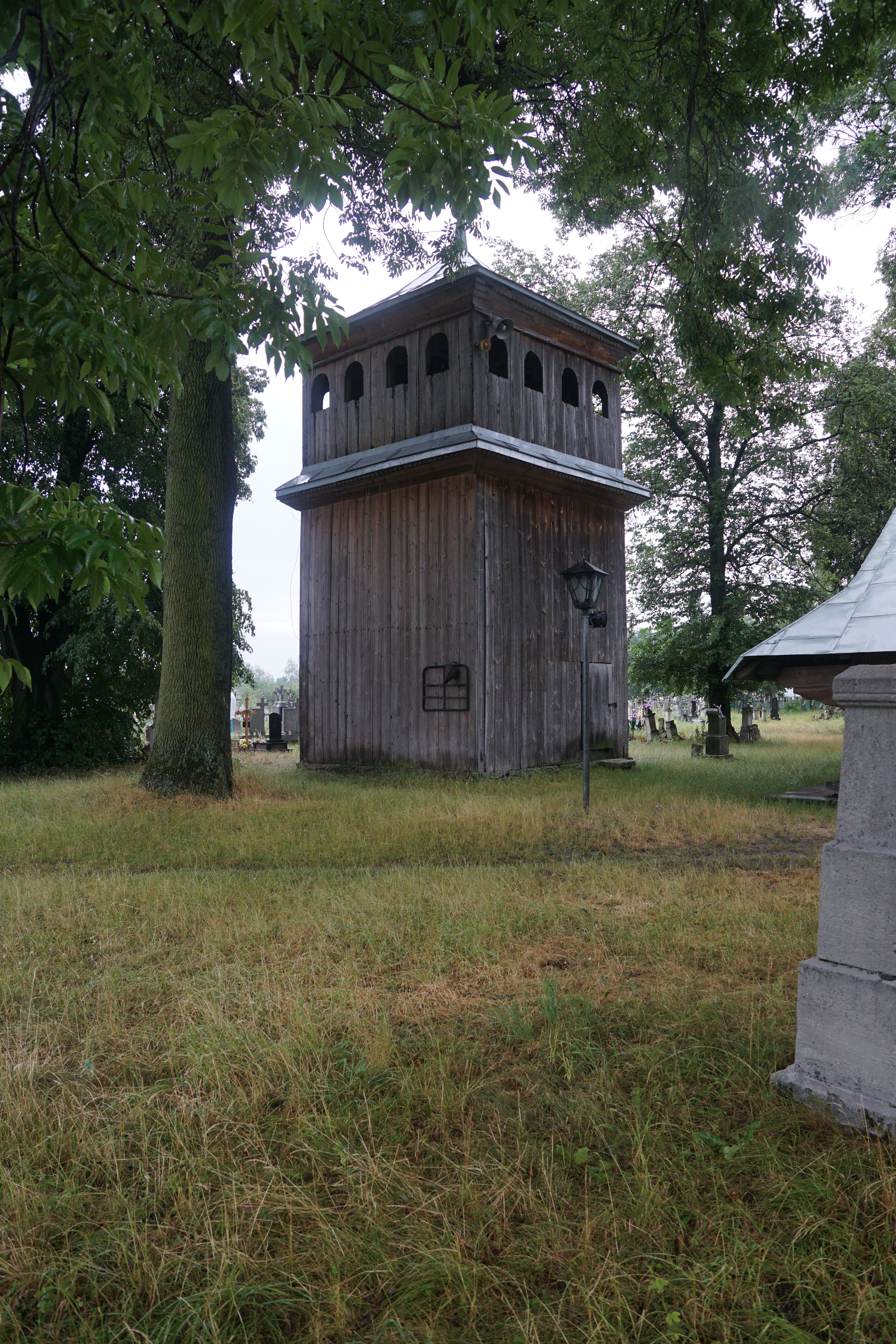
Дзвіниця XVIII століття поблизу церкви святого архістратига Михаїла
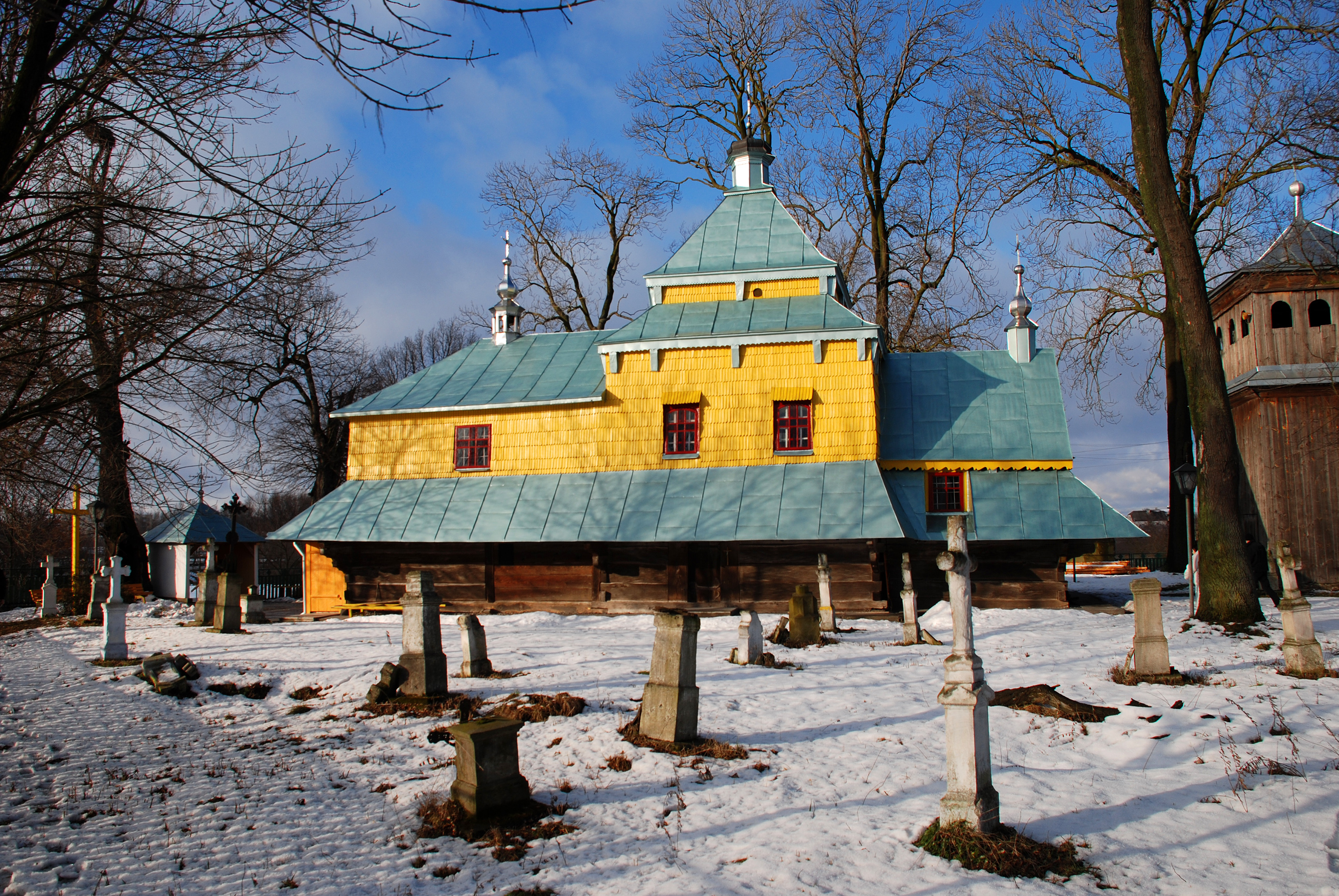
Церква святого архістратига Михаїла
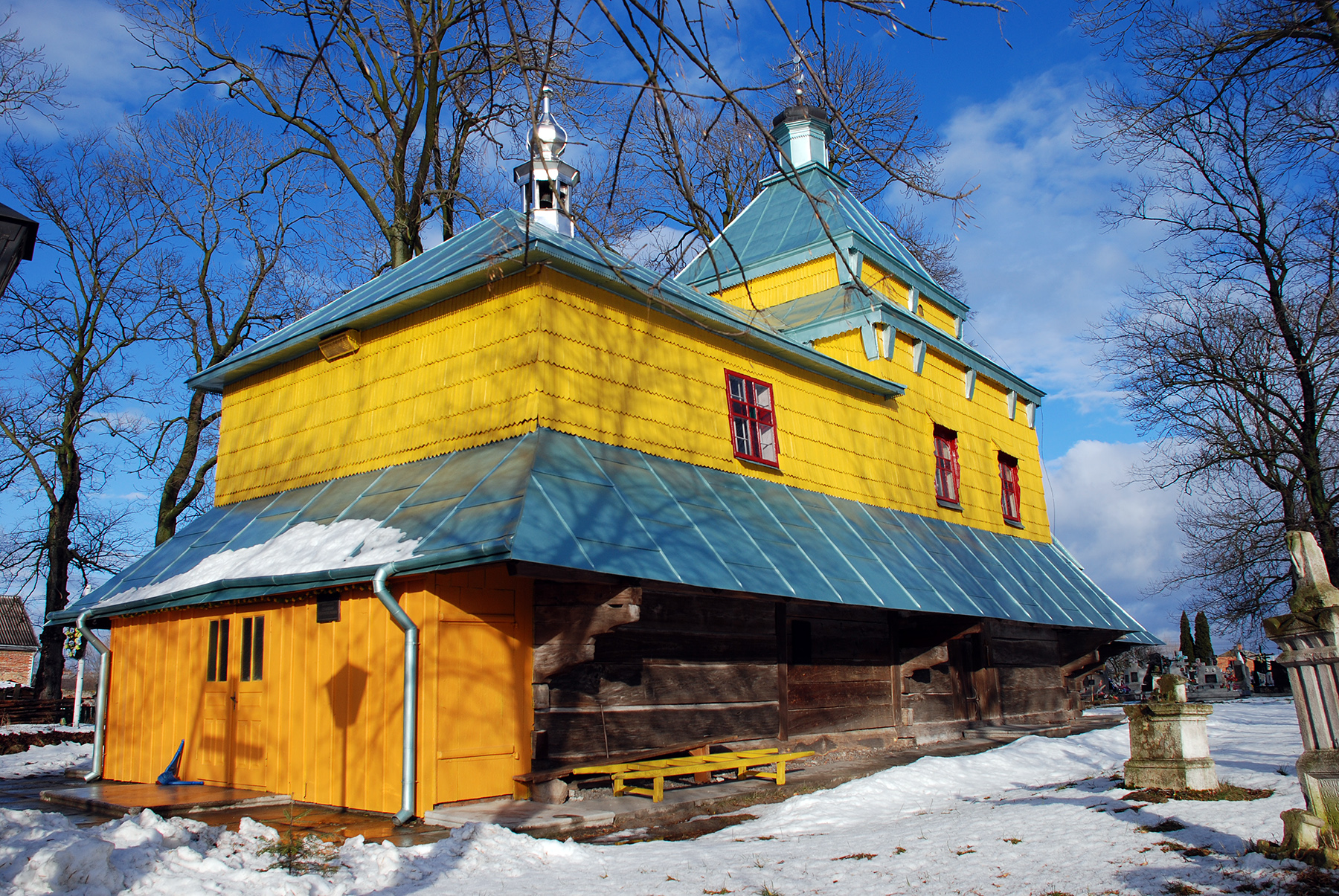
Церква святого архістратига Михаїла
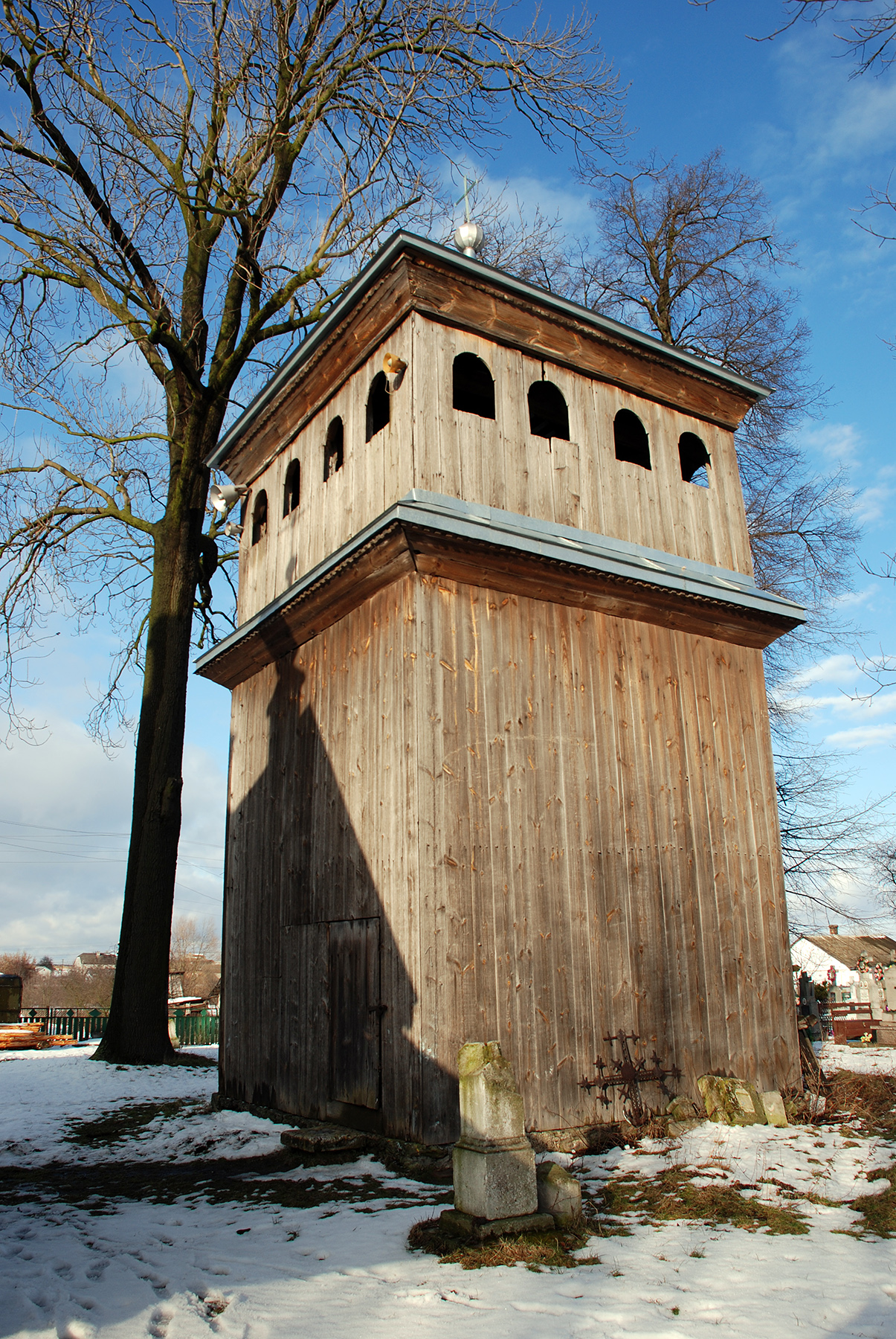
Дзвіниця церкви святого архістратига Михаїла